# Улу-Ялан
Улу́-Яла́н (рос. Улу-Ялан, башк. Олоялан) — присілок у складі Ілішевського району Башкортостану, Росія. Входить до складу Ісанбаєвської сільської ради.
Населення — 88 осіб (2010; 134 у 2002).
Національний склад:
- башкири — 96 %